# Condado de Knott
O Condado de Knott é um dos 120 condados do estado americano de Kentucky. A sede do condado é Hindman, e sua maior cidade é Hindman. O condado possui uma área de 914 km² (dos quais 2 km² estão cobertos por água), uma população de 17 649 habitantes, e uma densidade populacional de 19 hab/km² (segundo o censo nacional de 2000). O condado foi fundado em 1884.